# Epimedium elongatum
Epimedium elongatum là một loài thực vật có hoa trong họ Hoàng mộc. Loài này được Kom. mô tả khoa học đầu tiên năm 1908.